# Пасте-Прело (Ђенова)
Пасте-Прело је насеље у Италији у округу Ђенова, региону Лигурија.
Према процени из 2011. у насељу је живело 18 становника. Насеље се налази на надморској висини од 600 м.